# Futbol'nyj Klub Volgar' Astrachan' 2015-2016
Questa voce raccoglie le informazioni riguardanti il Futbol'nyj Klub Volgar' Astrachan' nelle competizioni ufficiali della stagione 2015-2016.

## Stagione
Il Volgar' Astrachan' riuscì ad arrivare al quarto posto in PFN Ligi, potendo così disputare lo spareggio per la promozione, perso contro l'Anži.
Durante la pausa invernale vinse la Kubok FNL.

## Rosa
| N. |                     | Ruolo | Calciatore            |
| -- | ------------------- | ----- | --------------------- |
| 1  | Moldavia (bandiera) | P     | Stefan Sicaci         |
| 2  | Russia (bandiera)   | D     | Aslan Doguzov         |
| 4  | Russia (bandiera)   | D     | Evgeniy Steshin       |
| 6  | Russia (bandiera)   | C     | Aleksey Pavlishin     |
| 7  | Russia (bandiera)   | C     | Aleksandr Krendelev   |
| 8  | Russia (bandiera)   | C     | Oleg Aleynik          |
| 10 | Russia (bandiera)   | C     | Ruslan Gazzaev        |
| 11 | Russia (bandiera)   | A     | Sergey Verkashanskiy  |
| 13 | Russia (bandiera)   | D     | Sergey Terekhov       |
| 14 | Russia (bandiera)   | C     | Temuri Bukia          |
| 15 | Russia (bandiera)   | C     | Aleksey Kolomiychenko |
| 17 | Russia (bandiera)   | A     | Stanislav Murikhin    |
| 19 | Russia (bandiera)   | A     | Aleksey Sutormin      |
| 20 | Russia (bandiera)   | C     | Aleksandr Bolonin     |
| 22 | Armenia (bandiera)  | P     | Stanislav Buchnev     |
| 23 | Russia (bandiera)   | D     | Sergey Zuykov         |

| N. |                     | Ruolo | Calciatore         |
| -- | ------------------- | ----- | ------------------ |
| 27 | Russia (bandiera)   | C     | Aleksandr Eliseev  |
| 28 | Russia (bandiera)   | D     | Azat Bairyev       |
| 29 | Russia (bandiera)   | C     | Maksim Yakovlev    |
| 30 | Russia (bandiera)   | P     | Dmitri Saganovich  |
| 32 | Serbia (bandiera)   | C     | Branimir Petrovic  |
| 71 | Russia (bandiera)   | A     | Aleksey Skvortsov  |
| 77 | Russia (bandiera)   | D     | Elbrus Zuraev      |
| 84 | Russia (bandiera)   | D     | Konstantin Pliev   |
| 88 | Russia (bandiera)   | A     | Ruslan Bolov       |
| 99 | Russia (bandiera)   | C     | Mikhail Zhabkin    |
| -  | Russia (bandiera)   | D     | Dmitri Ivanov      |
| -  | Russia (bandiera)   | D     | Aslan Tautiev      |
| -  | Russia (bandiera)   | A     | Aleksandr Alkhazov |
| -  | Russia (bandiera)   | A     | Shamil Asildarov   |
| -  | Lettonia (bandiera) | A     | Ivans Lukjanovs    |

## Risultati

### Campionato
| Arbitro: | Vladislav Bezborodov |

|                              |           |                    |
| Aleksandr Alkhazov 6’ (rig.) | Marcatori | 33’ Maksim Zhitnev |

| Arbitro: | Timur Arslanbekov |

|                                                |           |                       |
| Ishkhan Geloyan 2’ Viktor Zemchenkov 5’ (rig.) | Marcatori | 29’ Aleksandr Bolonin |

| Arbitro: | Aleksey Eskov |

|                                                                          |           |  |
| Sergey Verkashanskiy 42’ Aleksandr Krendelev 54’ Aleksandr Krendelev 81’ | Marcatori |  |

| Arbitro: | Vladimir Seldyakov |

|                   |           |  |
| Igor Leontjev 39’ | Marcatori |  |

| Arbitro: | Igor Nizovtsev |

|                                             |           |                             |
| Aleksey Sutormin 33’ Aleksandr Alkhazov 67’ | Marcatori | 56’ (rig.) Mikhail Biryukov |

| Arbitro: | Stanislav Vasiljev |

|                                                                     |           |                                         |
| Maksim Mashnev 15’ Dmitri Akhba 42’ (rig.) Dmitri Ivanov 53’ (aut.) | Marcatori | 28’ Ivans Lukjanovs 61’ Ivans Lukjanovs |

| Arbitro: | Yuri Aponasenko |

|  |           |                                                     |
|  | Marcatori | 56’ Artem Popov 83’ Pavel Dolgov 88’ Aleksey Evseev |

| Arbitro: | Igor Fedotov |

|                  |           |                     |
| Pavel Deobald 6’ | Marcatori | 90'+2’ Azat Bairyev |

| Arbitro: | Evgeni Turbin |

|                  |           |  |
| Oleg Aleynik 41’ | Marcatori |  |

| Arbitro: | Nikolay Voloshin |

|                 |           |                  |
| Anzor Sanaia 8’ | Marcatori | 34’ Oleg Aleynik |

| Arbitro: | Vladimir Moskalev |

|  |           |                   |
|  | Marcatori | 37’ Artem Deljkin |

| Arbitro: | Aleksey Sukhoy |

|                                                                  |           |                                                              |
| Nikita Malyarov 45’ (rig.) Andrey Myazin 83’ Nikita Malyarov 89’ | Marcatori | 39’ Azat Bairyev 57’ (rig.) Ruslan Bolov 90'+4’ Azat Bairyev |

| Arbitro: | Sergey Lapochkin |

|                                      |           |  |
| Oleg Aleynik 10’ Ivans Lukjanovs 61’ | Marcatori |  |

| Arbitro: | Oleg Sokolov |

|                        |           |                            |
| Aleksandr Alkhazov 21’ | Marcatori | 31’ (aut.) Sergey Terekhov |

| Arbitro: | Kirill Levnikov |

|  |           |                                                |
|  | Marcatori | 38’ (rig.) Aleksandr Alkhazov 85’ Oleg Aleynik |

| Arbitro: | Roman Chernov |

| |           |                |
| Aleksandr Krendelev 11’ Aleksandr Alkhazov 33’ (rig.) Aleksandr Alkhazov 49’ (rig.) Aleksandr Alkhazov 56’ (rig.) | Marcatori | 7’ Dmitri Guzj |

| Arbitro: | Vladimir Moskalev |

|                                                       |           |                  |
| Vladislav Nikiforov 4’ Konstantin Bazelyuk 22’ (rig.) | Marcatori | 12’ Azat Bairyev |

| Arbitro: | Aleksey Sukhoy |

|                                       |           |  |
| Aleksey Sutormin 14’ Oleg Aleynik 19’ | Marcatori |  |

| Arbitro: | Roman Galimov |

|  |           |                            |
|  | Marcatori | 90'+3’ Aleksandr Krendelev |

| Arbitro: | Mikhail Vilkov |

|                   |           |  |
| Sergey Zuykov 50’ | Marcatori |  |

| Naberežnye Čelny 15 novembre 2015, ore 12:00 21ª giornata | KAMAZ          | 0 – 3 referto | Volgar' Astrachan' | Stadio KAMAZ\| Arbitro: \| Sergey Kulikov \| |
| Arbitro:                                                  | Sergey Kulikov |               |                    |                                              |

| Arbitro: | Lasha Verulidze |

|                                  |           |                         |
| Oleg Aleynik 9’ Oleg Aleynik 51’ | Marcatori | 20’ Konstantin Savichev |

| Arbitro: | Vladimir Seldyakov |

|  |           |                  |
|  | Marcatori | 45’ Oleg Aleynik |

| Arbitro: | Ivan Saraev |

|                                                          |           |                       |
| Aleksandr Alkhazov 69’ Azat Bairyev 80’ Ruslan Bolov 82’ | Marcatori | 65’ Azamat Gonezhukov |

| Arbitro: | Nikolay Voloshin |

|                                               |           |                                                           |
| Dmitriy Bogaev 22’ Ramil Sheydayev 87’ (rig.) | Marcatori | 10’ Oleg Aleynik 25’ Aleksandr Krendelev 36’ Oleg Aleynik |

| Arbitro: | Andrey Fisenko |

|                     |           |                     |
| Sergey Terekhov 71’ | Marcatori | 29’ Igor Gorbatenko |

| Arbitro: | Vladimir Seldyakov |

|                                          |           |                           |
| Maksim Astafjev 69’ Anton Zabolotnyi 83’ | Marcatori | 46’, 89’ Shamil Asildarov |

| Arbitro: | Sergey Kulikov |

|                            |           |                  |
| Sergey Terekhov 27’ (rig.) | Marcatori | 76’ Anzor Sanaia |

| Orenburg 3 aprile 2016, ore 14:00 29ª giornata | Gazovik Orenburg | 0 – 0 referto | Volgar' Astrachan' | Stadio Gazovik (2.200 spett.)\| Arbitro: \| Mikhail Vilkov \| |
| Arbitro:                                       | Mikhail Vilkov   |               |                    |                                                               |

| Arbitro: | Anton Anopa |

|                                                                                    |           |  |
| Dmitri Ivanov 28’ Ruslan Bolov 32’ Sergey Terekhov 57’ (rig.) Shamil Asildarov 86’ | Marcatori |  |

| Arbitro: | Roman Galimov |

|                            |           |  |
| Roman Grigoryan 79’ (rig.) | Marcatori |  |

| Arbitro: | Evgeni Turbin |

|  |           |                                              |
|  | Marcatori | 61’ Aleksey Sutormin 67’ Aleksandr Krendelev |

| Arbitro: | Sergey Kostevich |

|                      |           |                   |
| Shamil Asildarov 56’ | Marcatori | 76’ Danil Klenkin |

| Arbitro: | Lasha Verulidze |

|                   |           |                      |
| Roman Slavnov 63’ | Marcatori | 42’ Aleksey Sutormin |

| Arbitro: | Yuri Aponasenko |

|  |           |                         |
|  | Marcatori | 50’ Konstantin Bazelyuk |

| Arbitro: | Anton Anopa |

|                                                |           |                      |
| Aleksandr Korotaev 20’ Aleksandr Degtyarev 23’ | Marcatori | 26’ Shamil Asildarov |

| Arbitro: | Evgeni Turbin |

|                                  |           |                 |
| Oleg Aleynik 3’ Oleg Aleynik 75’ | Marcatori | 10’ Rosen Kolev |

| Arbitro: | Sergey Kulikov |

|                    |           |                            |
| Aslan Dyshekov 24’ | Marcatori | 64’ (rig.) Sergey Terekhov |

#### Spareggio promozione/retrocessione
| Arbitro: | Kirill Levnikov |

|  |           |                     |
|  | Marcatori | 90'+3’ Yannick Boli |

| Arbitro: | Sergey Lapochkin |

|                                 |           |  |
| Darko Lazic 7’ Yannick Boli 34’ | Marcatori |  |

### Coppa di Russia
| Arbitro: | Pavel Kukuyan |

|                                        |                      |                                        |
| Magomed Guguev 34’ Andrej Kuznecov 56’ | Marcatori            | 18’ Ruslan Bolov 23’ Aleksandr Bolonin |
|                                        | Tiri di rigore 7 – 6 |                                        |